# Séisme de 1963 de Marj
Le séisme de Marj de 1963 s'est produit le 21 février 1963 à Al Marj en Libye, dans la région de Cyrénaïque. Il a eu lieu à 18 h 14 min 36 s UTC+2 avec une magnitude de moment de 5,6 et une intensité Mercalli maximale de VIII (sévère). La catastrophe naturelle a eu un coût de 5 millions de dollars et a fait 290 à 375 morts, 375 à 500 blessés et 12 000 sans-abri.

## Contexte tectonique
La partie nord de la Cyrénaïque se situe à proximité de la limite nord de la plaque africaine. Au large se trouve la dorsale méditerranéenne, un prisme d'accrétion, développé au-dessus de la convergence où la plaque africaine est subductée sous la plaque de la mer Égée, le long de la zone de subduction hellénique. On estime que le promontoire de Cyrénaïque subit un début de collision alors que la marge continentale entre dans la zone de subduction. La Cyrénaïque est caractérisée par des séismes de magnitude relativement faible avec des mécanismes au foyer de failles de chevauchement, développés dans une zone de contrainte horizontale maximale dirigée NE – SO.

## Séisme
L'épicentre du séisme est situé à environ 13 km au nord-nord-est de la localité de Al Marj, dans le district de Marj en Cyrénaïque. Il a été ressenti jusqu'à Benghazi, à environ 100 km de l'épicentre. La magnitude a été calculée comme Mw 5.6 par le Centre sismologique international. Elle a été suivie plus tard dans la journée par deux répliques de plus de Mw 4.0.

## Dégats
Des destructions ont principalement été enregistrées dans une zone de 20 km située dans la plaine alluviale environnant Al Marj, entre deux escarpements possiblement liés à des failles. Les dégâts maximaux ont été observés à Maddalena, un village se trouvant a environ 12 km de Marj et à proximité de l'épicentre, dans lequel toutes les fermes se sont effondrées. Les effets des secousses ont varié selon le type de construction des bâtiments. Ceux construits en maçonnerie de moellons ont été les plus touchés, beaucoup se sont effondrés causant la plupart des blessures et décès. Les bâtiments construits en blocs de béton creux n'ont été que modérément touchés et ceux construits en béton armé n'ont pratiquement pas été touchés.

## Conséquences
Les autorités libyennes ont suivi les recommandations d'un rapport de l'UNESCO et ont reconstruit Al Marj en suivant de meilleures normes, à 4 km de son emplacement initial.